# Phil Verchota
Phillip John Verchota (* 28. prosince 1956 Duluth, Minnesota, Spojené státy americké) je bývalý americký hokejový reprezentační útočník.

## Reprezentace
V roce 1980 byl členem zlatého mužstva na ZOH v Lake Placid, podílel se tak na šokujícím vítězství označovaném jako Zázrak na ledě. Dres americké reprezentace oblékl také na mistrovství světa v letech 1979, 1981 a 1983 (B skupina) či na olympijských hrách v Sarajevu 1984, na kterých byl kapitánem týmu a po kterých ukončil kariéru.

### Reprezentační statistiky
| 1979 | USA | MS   | 8 | 2 | 3 | 5 | 2 |
| 1980 | USA | OH   | 7 | 3 | 2 | 5 | 8 |
| 1981 | USA | MS   | 8 | 0 | 3 | 3 | 4 |
| 1983 | USA | MS B |   |   |   |   |   |
| 1980 | USA | OH   | 6 | 2 | 2 | 4 | 0 |

## Kariéra
Do roku 1979 hrál za minnesotskou univerzitu, se kterou získal dva tituly NCAA (1976 a 1979). V sezoně 1979/80 působil v americkém olympijském výběru. Ročník 1980/81, po kterém si dal roční přestávku, strávil ve finském klubu Jokerit Helsinki. V letech 1982-1984 působil pouze v reprezentaci.
Přestože ho v roce 1976 draftoval na 75. místě klub Minnesota North Stars, v NHL nikdy nenastoupil (pozvánku do přípravného kempu North Stars v roce 1977 odmítl kvůli upřednostnění studijních povinností). Stejně tak si nezahrál ani konkurenční WHA, do které jej též v roce 1976 draftoval na 79. pozici celek Calgary Cowboys.
Dnes pracuje jako manažer ve společnosti First National Bank Of Deerwood.

## Zajímavost
O olympijském triumfu v Lake Placid 1980 byl v roce 2004 natočen film, ve kterém Verchotu hrál Kris Wilson.